# Jan Kazimierz Rubin
Jan Kazimierz Rubin, niekiedy Kazimierz Rubin (ur. 15 stycznia 1909 w Tokach, zm. 8 marca 1983 w Leeds) – major Wojska Polskiego, działacz emigracyjny.

## Życiorys
Urodził się 15 stycznia 1909 w Tokach na Podolu. Był bratem Władysława (1917-1990, ksiądz kardynał). Kształcił się w I Państwowym Gimnazjum im. Wincentego Pola w Tarnopolu, w którym w 1930 ukończył VIII klasę i zdał egzamin dojrzałości. Uczył się w Szkole Podchorążych w Rawie Ruskiej oraz służył w tarnopolskim 54 Pułku Piechoty Strzelców Kresowych. Ukończył studia prawa na Wydziale Prawa Uniwersytetu Jana Kazimierza we Lwowie. W tym czasie należał do Związku Akademickiego „Młodzież Wszechpolska” oraz był działaczem Bratniej Pomocy Studentów UJK, której był prezesem w latach 1935-1936. Po studiach podjął pracę w Izbie Skarbowej w Sandomierzu.
Po wybuchu II wojny światowej i nastaniu okupacji sowieckiej został aresztowany przez NKWD, a następnie zesłany do łagrów na północy ZSRR. Po odzyskaniu wolności wstąpił do formowanych Polskich Sił Zbrojnych w ZSRR, z którymi ewakuował się przez Środkowy Wschód. Później brał udział we wszystkich bitwach kampanii włoskiej jako dowódca kompanii w 5 Kresowej Dywizja Piechoty w składzie 2 Korpusu Polskiego Polskich Sił Zbrojnych. Awansował na stopień majora.
Po wojnie pozostał na emigracji w Wielkiej Brytanii. Pracował w przemyśle stalowym. Później był szefem klubów i domów polskich, np. domu Towarzystwa Pomocy Polaków w Leeds. Udzielał się także w działalności społecznej i kombatanckiej oraz działalności politycznej obozu narodowego. Był aktywnym działaczem emigracyjnego Stronnictwa Narodowego. Był członkiem zarządu i wiceprezesem Rady Towarzystwa Pomocy Polakom (TPP) w Londynie.
Zmarł 8 marca 1983 w Leeds. Jego ciało zostało przewiezione do Polski, gdzie po wojnie żyła jego żona i syn.

## Ordery i odznaczenia
- Krzyż Srebrny Orderu Virtuti Militari[2][6]
- Krzyż Walecznych[2]